# Winthemia venusta
Winthemia venusta là một loài ruồi trong họ Tachinidae.